# Mortalità evitabile
Sono indicati come morti evitabili quei decessi che avvengono in determinate età e per cause che potrebbero essere attivamente contrastate con interventi di prevenzione primaria, diagnosi precoce e terapia, igiene e assistenza sanitaria.
La World Health Organization ha tradizionalmente classificato le morti secondo il tipo primario di malattie o lesioni, tuttavia, le cause di morte possono essere classificate anche in termini di fattori di rischio prevenibili, come il fumo, dieta scorretta, e il comportamento sessuale a rischio, che contribuiscono a una serie di malattie diverse; questi fattori di rischio, di solito non vengono registrati direttamente sui certificati di morte.

## Classificazione
Le classificazioni adottate per la mortalità evitabile dalla letteratura scientifica nazionale e internazionale non sono uniformi, anche in relazione alla età alla morte, originariamente (Rutstein, 1976) fissata tra i 5 e i 64 anni compiuti.
L'ultima analisi sulla mortalità evitabile svolta in Italia (ERA, 2007) ha individuato i seguenti gruppi di cause come evitabili per le età fino ai 74 anni compiuti (in parentesi i codici ICD - International Classification of Disease - 9ª revisione).

### Prevenzione primaria
- Tumori: cavo orale (da 140 a 150); vie respiratorie (162 e 165); vescica (188)
- Malattie endocrine, nutrizionali, metaboliche e disturbi immunitari: deficienze nutrizionali (da 260 a 269)
- Malattie sistema circolatorio: malattie ischemiche cardiache (da 410 a 414); cardiomiopatia alcoolica (425.5)
- Malattie apparato digerente: gastrite alcoolica (535.3); malattia epatica cronica e cirrosi (571.0,1,2,3)
- Sintomi, segni e stati morbosi mal definiti: sindrome della morte improvvisa del lattante (798)
- Traumatismi e avvelenamenti: tutte le cause (da 800 a 999)

### Diagnosi precoce e terapia
- Tumori maligni: colon, retto, giunzione rettosigmoidea e ano (da 153 a 154); cute (da 172 a 173); mammella della donna (174); utero (da 179 a 182); testicolo (186); malattia di Hodgkin (201)

### Igiene e assistenza sanitaria
- Malattie infettive: mal. inf. intestinali (da 001 a 009); tubercolosi e postumi (da 010 a 018 e 137); altre malattie batteriche (da 030 a 041); malattie virali con esantema (da 050 a 057); altre malattie da virus e clamidia (da 070 a 079)
- Tumori maligni: fegato e dotti biliari intraepatici (155); leucemia (da 204 a 208)
- Malattie endocrine, nutrizionali, metaboliche e disturbi immunitari: disturbi della ghiandola tiroidea (da 240 a 246); diabete mellito (250)
- Malattie del sangue e degli organi ematopoietici: anemie da carenza di ferro; altre anemie da carenza (da 280 a 281); altre e non specificate anemie (285)
- Disturbi psichici: tutti (escl. Stati psicotici organici senili e presenili) (da 291 a 319)
- Malattie del sistema nervoso e degli organi di senso: meningite (da 320 a 322); epilessie (345)
- Malattie sistema circolatorio: cardiopatie reumatiche croniche (da 393 a 398); malattia ipertensiva (da 401 a 405); malattie cerebrovascolari (da 430 a 438)
- Malattie apparato respiratorio: tutte (da 480 a 519)
- Malattie apparato digerente: ulcera gastrica, duodenale, peptica sito n.s. (da 531 a 533); appendicite (da 540 a 543); ernie della cavità addominale (da 550 a 553); colelitiasi, colecistite, colangite (574, 575.0, 575.1, 576.1)
- Malattie del sistema genito-urinario: nefrite, sindrome nefrosica e nefrosi (da 580 a 589); iperplasia della prostata (600)
- Complicazioni gravidanza, parto e puerperio: tutte le cause (da 630 a 676)
- Malattie del sistema osteomuscolare e del tessuto connettivo: osteomielite, periostite e altre infezioni ossee (730)
- Malformazioni congenite: anomalie congenite del sistema nervoso, spina bifida (da 740 a 742); anomalie congenite cardiache e del sistema circolatorio (da 745 a 747)
- Alcune condizioni morbose di origine perinatale: tutte le cause (da 760 a 779)

## Cause e risultanze
Secondo Jean Ziegler (il Relatore speciale delle Nazioni Unite sul diritto al cibo per il 2000 a marzo 2008), la mortalità a causa di malnutrizione rappresentavano il 58% della mortalità totale nel 2006: "Nel mondo, circa 62 milioni di persone, per tutte le cause combinate di morte, muoiono ogni anno. Nel 2006, più di 36 milioni sono morte di fame o di malattie a causa di carenze di micronutrienti."
Nei paesi sviluppati, o del primo mondo, le cause tendono a essere differenti, anteponendo a tutte le cause fumo e sovrappeso.

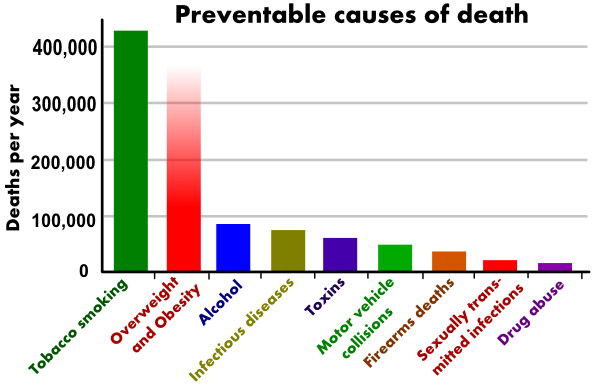
Principali cause evitabili di morte negli Stati Uniti.
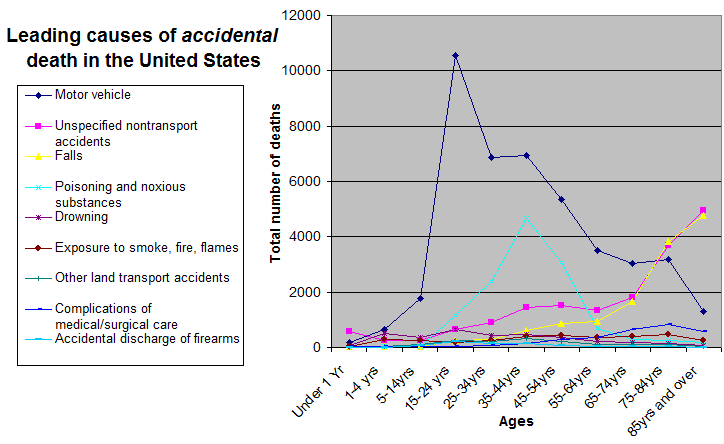
Principali cause di morte accidentale negli Stati Uniti per fascia di età.
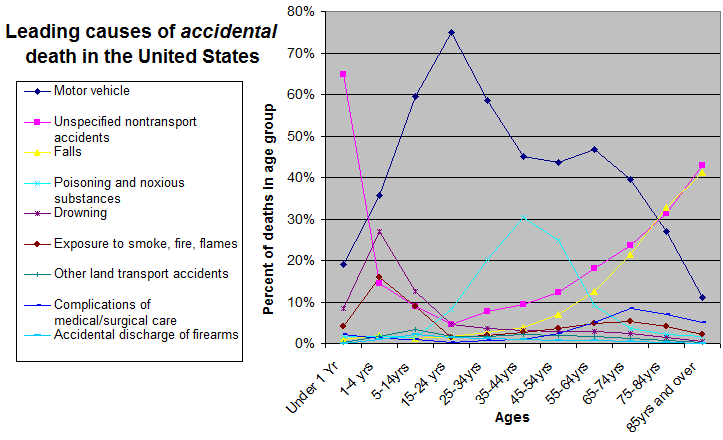
Principali cause di morte accidentale negli Stati Uniti, come percentuale di decessi in ciascun gruppo.

| Cause                                                            | Numero annuale di decessi |
| ---------------------------------------------------------------- | --- |
| Fumo                                                             | 435.000 morti o 18,1% dei morti totali.                                                                                              |
| Sovrappeso e obesità                                             | 111.909–365.000 morti o 4,6%–15,2% dei morti totali.                                                                                 |
| Alcolismo come effetto a lungo termine                           | 85.000 morti o 3,5% dei morti totali.                                                                                                |
| Infezioni                                                        | 75.000 morti o 3,1% dei morti totali.                                                                                                |
| Agenti tossici compresi tossine, particolato atmosferico e radon | 55.000 morti o 2,3% dei morti totali.                                                                                                |
| Incidenti stradali                                               | 43.000 morti o 1,8% dei morti totali.                                                                                                |
| Arma da fuoco                                                    | 29.000 morti o 1,2% dei morti totali. (Suicidio: 16.586; omicidio: 10.801; incidente: 776; intervento legale: 270; sconosciuto: 230) |
| Aids e altre Malattie sessualmente trasmissibili                 | 20.000 morti o 0,8% dei morti totali.                                                                                                |
| Tossicodipendenze                                                | 17.000 morti o 0,7% dei morti totali.                                                                                                |